# Smutstitel
Smutstitel är ett titelblad, där arbetets huvudtitel finns angiven i sammandrag i lite mindre stil och på högersida, även kallad smutssida. I en häftad bok är smutstiteln den första sidan. I en bunden bok blir det första sidan efter försättsbladet.
Efter smutssidan följer ett uppslag med en sida som kan innehålla information om boken, och sedan titelsidan med boktitel och författare som högersida.